# 内船駅

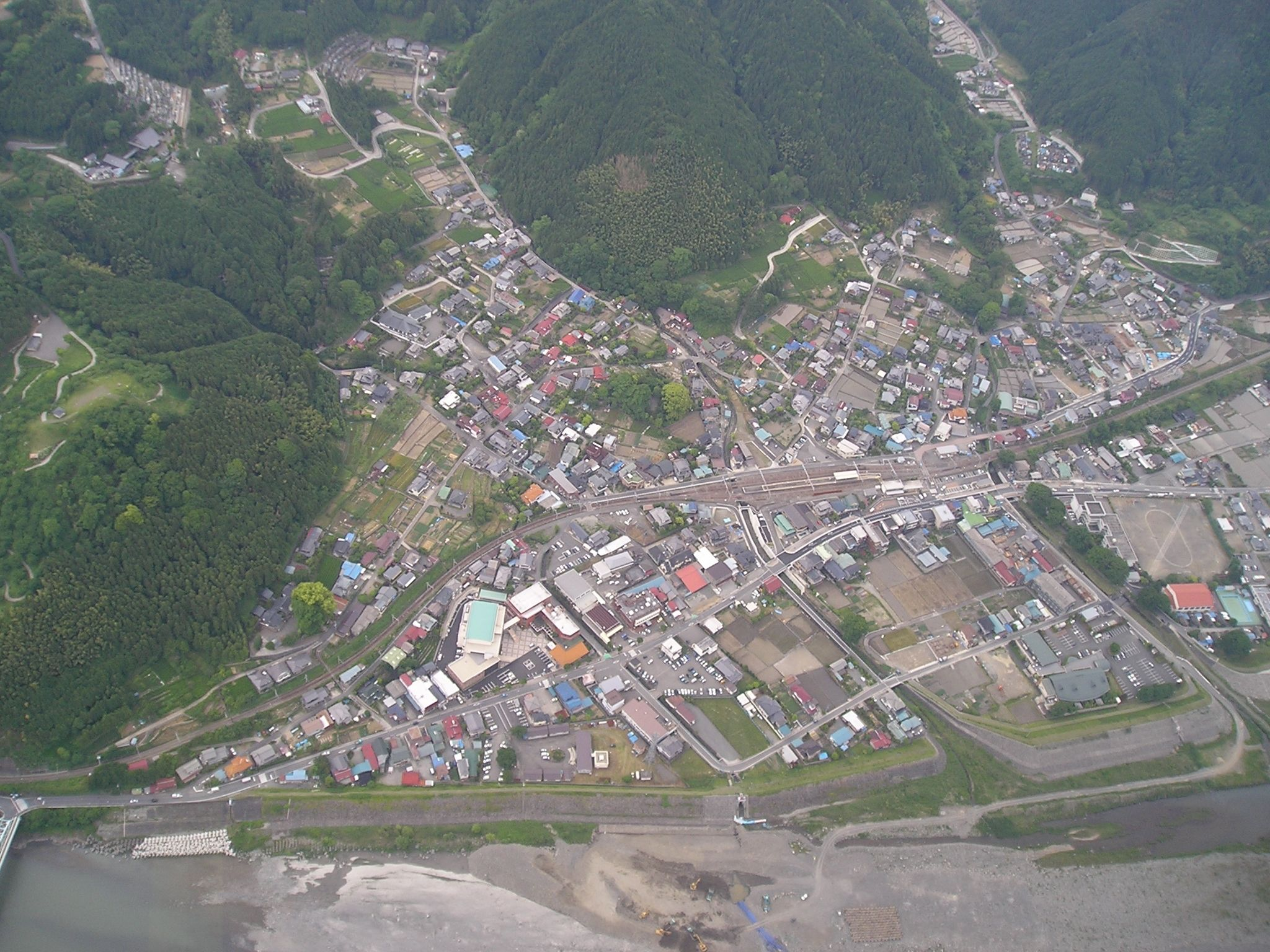
内船駅周辺の航空写真

内船駅（うつぶなえき）は、山梨県南巨摩郡南部町内船にある、東海旅客鉄道（JR東海）身延線の駅である。
旧・南部町の中心部に近い位置にある。特急「ふじかわ」を含む全列車が停車する。

## 歴史
- 1918年（大正7年）10月8日：富士身延鉄道線が十島停留場から延伸、その終着駅の内船南部駅として開設[1][2]。
  - 南部町は2003年3月1日に旧南部町と富沢町が合併して出来た町であり、内船駅は旧南部町の中心駅であった。
- 1919年（大正8年）12月8日：富士身延鉄道線が甲斐大島駅まで延伸[1]。
- 1938年（昭和13年）10月1日：富士身延鉄道を鉄道省（国鉄の前身）が借上げ[1][2]。同時に内船駅に改称[2]。
- 1941年（昭和16年）5月1日：国有化され、鉄道省身延線の駅となる[1]。
- 1967年（昭和42年）3月：駅舎改築[3]。
- 1981年（昭和56年）9月1日：貨物取扱廃止[2]。
- 1984年（昭和59年）2月1日：荷物扱い廃止[2]。
- 1987年（昭和62年）4月1日：国鉄分割民営化に伴い、JR東海の駅となる[1][2]。
- 1999年（平成11年）4月1日：無人駅化。

## 駅構造
島式ホーム1面2線を有する地上駅。線路はほぼ北西から南東に走り、駅舎は線路の南西側に設けられている。のりばは駅舎側から1番線、2番線で、1番線に甲府方面列車、2番線に富士方面列車が発着する。
当駅は側線を3本備え、うち1本が1番線の西側に、もう2本は2番線の東側にある。東側にある側線のうち1本は構内の寄畑方で本線から分岐して甲斐大島方で途切れているが、他の2本は当駅の寄畑方で本線から分岐した後、そのまま甲斐大島方で本線に合流している。
ホーム寄畑方端は緩やかな坂となっており、これを下った所から駅舎へ、1番線の線路と側線1本を越えて構内踏切（遮断機・警報機付）が伸びている。
駅舎は1967年（昭和42年）3月築のコンクリート造り2階建ての建築物で、内部には締め切り可能な待合室がある。2階建てではあるがコンコース部分は吹抜けとなっており、大きな窓を持つため内部は明るい。比較的大きい駅舎で、駅周辺も商店等が立ち並ぶ様な立地にもかかわらず、1999年（平成11年）4月から無人駅となっており、駅舎内部にある窓口は塞がれ、待合室には売店があったがシャッターが閉じられている（身延駅管理）。
無人駅のため、特急列車・車掌乗務列車に乗車の場合は車内で乗車券類を購入する形となる。ワンマン列車の場合は整理券を取り、下車駅または乗換先の列車内で精算となる。

### のりば
| 番線 | 路線      | 方向 | 行先           |
| ---- | --------- | ---- | -------------- |
| 1    | CC 身延線 | 下り | 身延・甲府方面 |
| 2    | CC 身延線 | 上り | 富士方面       |

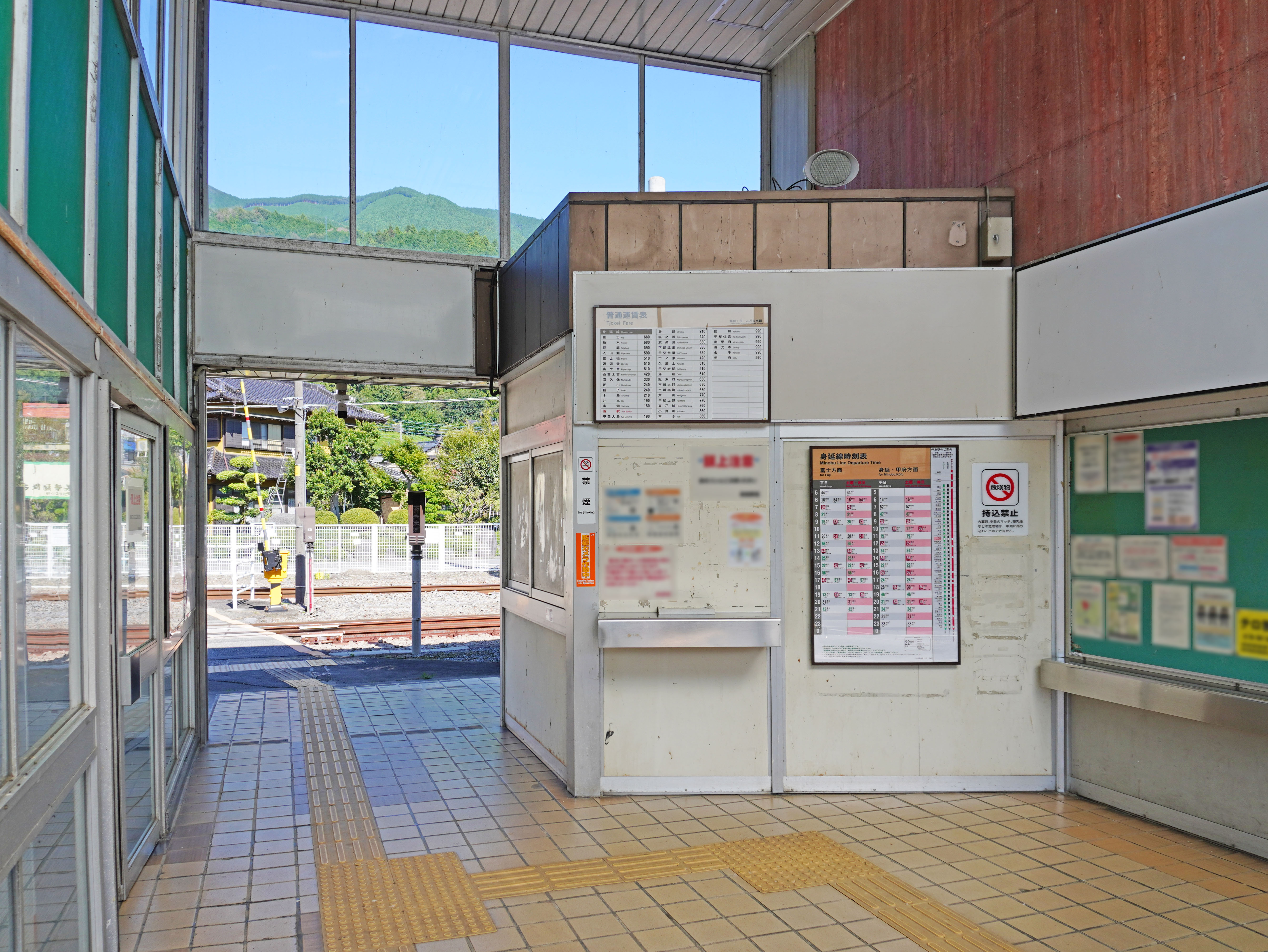
改札口（2022年9月）
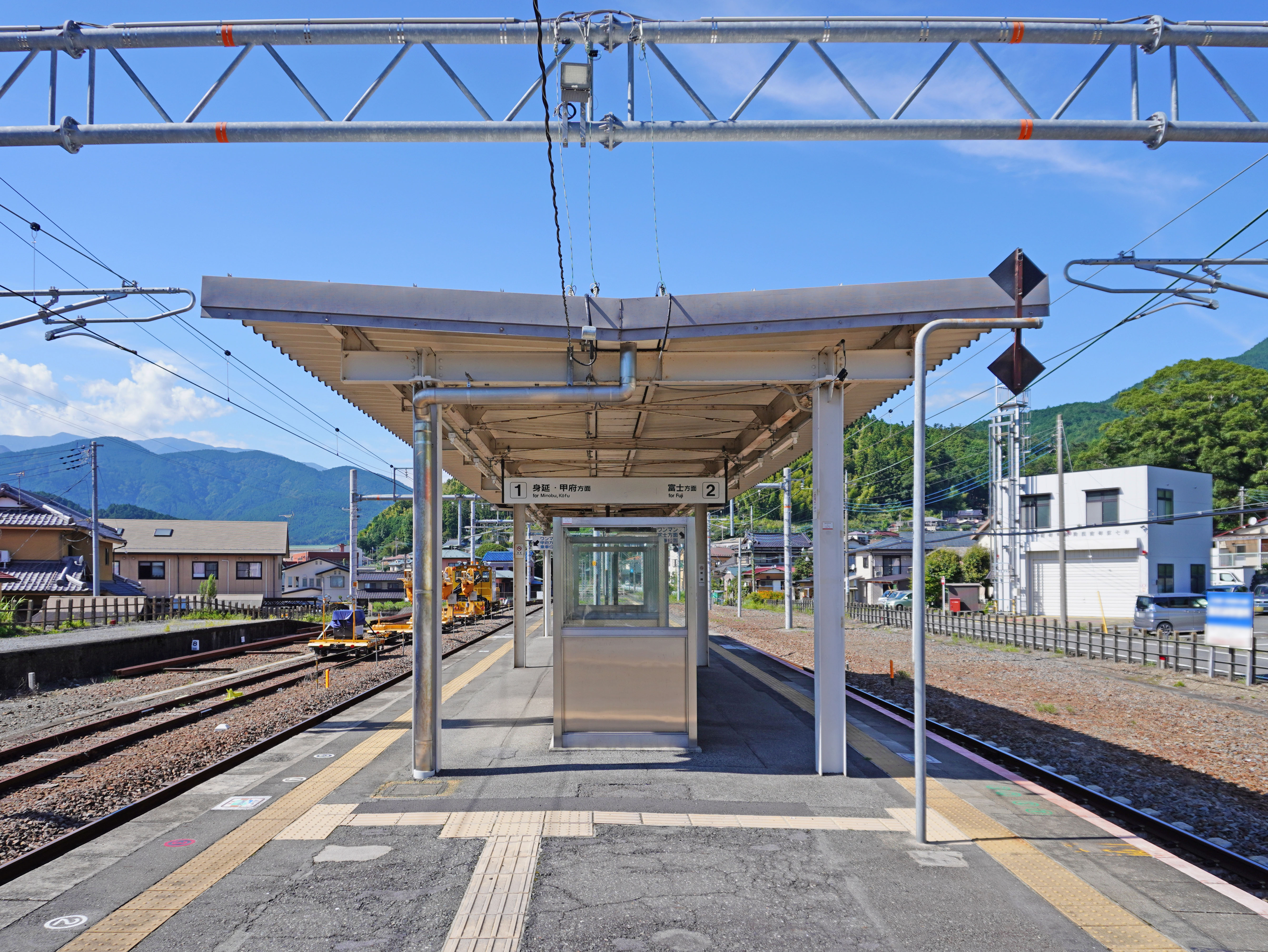
ホーム（2022年9月）
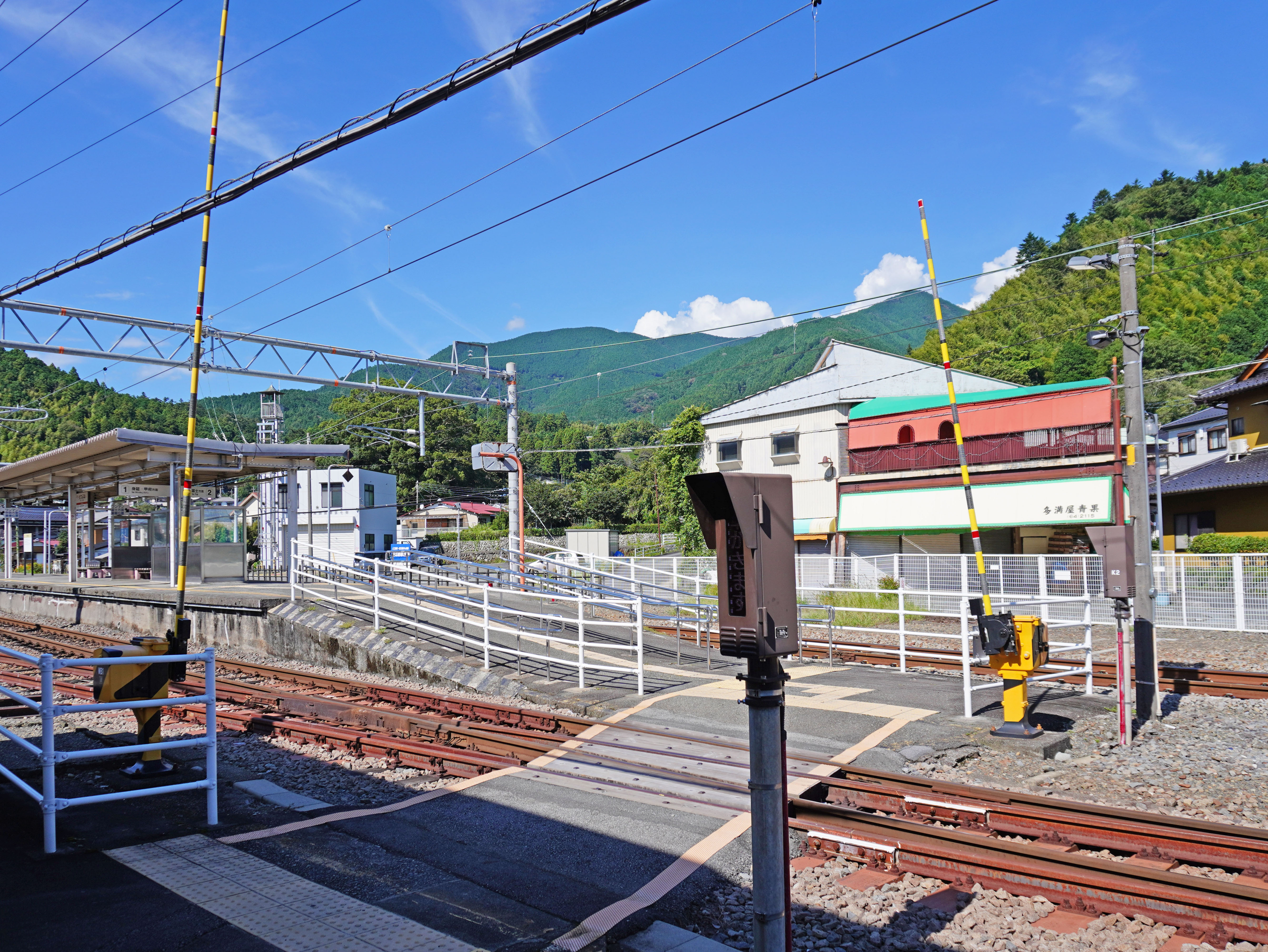
構内踏切（2022年9月）

### 2011年台風15号による影響
2011年9月21日に上陸した台風15号の影響で当駅から甲斐大島駅の盛土が崩壊したのを始め、各地で土砂流入や倒木が発生した。同年11月14日に内船駅から南側が復旧したが、盛土崩壊箇所は依然復旧作業中であったため当駅で折返しを実施し、以北は身延までバス代行措置を取っていた（それまでは西富士宮駅から身延までバス代行）。
そのため完全復旧まで以下の措置が取られている。
- 夜間滞泊が設定され、当駅着の終電が1晩停泊の上で翌朝の始発として運用されている。
- 折返し運転中は2番線のみ使用していたが、信号の問題から原則下り列車はそのまま入線することが出来なかった。そのため富士方面から来た列車は内船駅手前にある場内信号で一旦停止し、そこで待機していた指導員が運転席へ乗込んでから2番線へ入線する方法を取っていた。この時場内信号は常時赤であったことから指導員が自動列車停止装置（ATS）を切り、ホーム到着までATSの影響が出ない措置を取っている（停車確認後、再度ATSを入れる）。

その後2012年3月17日に全面復旧したことから夜間停泊は廃止され、停車ホームも通常通りに戻っている。

## 利用状況
- 特急停車駅で、温泉・ハイキング等の観光需要がある。毎年8月15日の旧盆には「南部の火祭り」が開催され「投松明」「百八たい」、花火等が行われるため、帰省して来た人等で賑わう。

- 1日平均乗車人員は以下の通り[4]。

| 乗車人員推移 | 乗車人員推移 |
| 年度         | 1日平均人数  |
| ------------ | ------------ |
| 2006         | 260          |
| 2007         | 259          |
| 2008         | 241          |
| 2009         | 216          |
| 2010         | 206          |
| 2011         | 176          |
| 2012         | 173          |
| 2013         | 162          |
| 2014         | 129          |
| 2015         | 128          |
| 2016         | 150          |
| 2017         | 134          |
| 2018         | 129          |

## 駅周辺
駅前は整備されており町営バスやタクシーの乗り場があるがバスの本数は少ない。タクシーの配車数も少ないが、南部タクシーの営業所が近いので電話をするとすぐに迎えに来てくれる場合も多い。
駅周辺（内船地区）には南部氏由来の史跡や温泉施設「なんぶの湯」、南部町役場南部分庁舎、南部町立栄小学校、南部自動車教習所があり、駅の西には思親山や東海自然歩道などのハイキングコースとなっている。
内船地区に人家があり商店もあるが、駅の北西300メートルほどのところにある南部橋で富士川をわたると南部の市街地に出る。南部町立南部中学校や南部警察署はそこにあり、さらに東へ行くと十枚山や篠井山の登山コースがある。
駅前を身延線や富士川に沿って走る道路は県道10号で、身延町から富士宮市に掛けて富士川東岸を縦貫する。

## バス路線
「内船駅」停留所にて、南部町営バスの路線が発着する。
- 徳間・内船線：徳間 ※平日土曜運転
- 南部循環・診療所線：内船駅 ※平日土曜運転
- 佐野線：上佐野 ※平日土曜運転
- 内船・十島線：十島駅 ※平日1本のみ
- なんぶの湯線：なんぶの湯 ※月曜を除く平日土曜運転

## 隣の駅
※特急「ふじかわ」の隣の停車駅は列車記事を参照のこと。
東海旅客鉄道（JR東海）
CC 身延線
寄畑駅 - 内船駅 - 甲斐大島駅